# Station Gvammen
Station Gvammen is een voormalig station in  Gvammen in de gemeente Nore og Uvdal in fylke Viken  in  Noorwegen. Het station werd geopend in 1927. Het werd ontworpen door het eigen architectenkantoor van NSB. Het station ligt aan Numedalsbanen, de spoorlijn tussen Rødberg en Kongsberg. De spoorlijn, en dus ook het station, werd in 1989 gesloten voor personenvervoer. 